# Tomasz Stadnicki
Tomasz Stadnicki (9. října 1838 – leden 1912 Lvov) byl rakouský šlechtic a politik polské národnosti z Haliče, na konci 19. století poslanec Říšské rady.

## Biografie
Byl poslancem Říšské rady (celostátního parlamentu Předlitavska), kam usedl ve volbách roku 1885 za kurii venkovských obcí v Haliči, obvod Zoločiv, Peremyšljany atd. Slib složil 28. září 1885. Ve volebním období 1885–1891 se uvádí jako hrabě Thomas Stadnicki, statkář, bytem Sudova Vyšnja.
Na Říšské radě je v roce 1885 uváděn coby člen Polského klubu.
Zemřel v lednu 1912.